# Дуслык
Дуслык (баш. Дуҫлыҡ) — село в Туймазинском районе Республики Башкортостан Российской Федерации. Административный центр Гафуровского сельсовета.  Согласно переписи 2020 года население составляло 2139 человек.

## География

### Географическое положение
Расстояние до:
- районного центра (Туймазы): 9 км,
- ближайшей ж/д станции (Туймазы): 9 км.

## История
В 1981 году Указом Президиума Верховного Совета РСФСР посёлок Туймазинского совхоза переименован в Дуслык.
Название происходит от дуҫлыҡ ‘дружба’

## Население
| 2002 | 2009  | 2010  |
| ---- | ----- | ----- |
| 1903 | ↗2042 | ↗2145 |

Национальный состав
Согласно переписи 2002 года, преобладающая национальность — башкиры (53 %).

## Религия
В селе есть мечеть.